# Іґнацев-Розлязли
Іґнацев-Розлязли (пол. Ignacew Rozlazły) — село в Польщі, у гміні Паженчев Зґерського повіту Лодзинського воєводства.
Населення — 86 осіб (2011).

## Демографія
Демографічна структура станом на 31 березня 2011 року:
|          | Загалом | Допрацездатний вік | Працездатний вік | Постпрацездатний вік |
| -------- | ------- | ------------------ | ---------------- | -------------------- |
| Чоловіки | 43      | 11                 | 31               | 1                    |
| Жінки    | 43      | 8                  | 26               | 9                    |
| Разом    | 86      | 19                 | 57               | 10                   |